# Viaduc ferroviaire du Gouédic
Ne pas confondre avec le Pont de Gouédic ou le Viaduc du Gouédic, pont routier de la RN 12 construit en 1983
Le viaduc ferroviaire du Gouédic est un pont ferroviaire de la ligne de Paris-Montparnasse à Brest, situé sur le territoire de la commune de Saint-Brieuc, dans le département des Côtes-d'Armor en région Bretagne.
Il est construit entre 1860 et 1862 pour la Compagnie des chemins de fer de l'Ouest.

## Situation ferroviaire
Le viaduc ferroviaire du Gouédic est situé au point kilométrique (PK) 474,142 de la ligne de Paris-Montparnasse à Brest, entre les gares d'Yffiniac et de Saint-Brieuc, à environ 400 mètres en amont de cette dernière. Il est à double voie de circulation et possède une troisième voie en impasse.
Il est situé également sur la ligne de Saint-Brieuc au Légué ; la voie unique se dirigeant vers le port se débranche de la double voie d'intérêt national 1 400 m après le viaduc.

## Histoire
La construction de la section Rennes - Guingamp de la ligne de Paris-Montparnasse à Brest imposait de construire un viaduc pour franchir la vallée du Gouédic pour atteindre la gare de Saint-Brieuc. Le viaduc, est inauguré en 1863, 

## Description
Il possède sept arches de 15 mètres d'ouverture, des piles de 4 à 5 mètres de large formant un tablier de 12 mètres de large pour les voies ainsi que des trottoirs et parapets en encorbellement. Le granit provient des carrières du Gouédic.
Ses principales caractéristiques sont :
- longueur totale : 134 m
- hauteur : 39 m
- largeur : 12 m